# Bristol Perseus

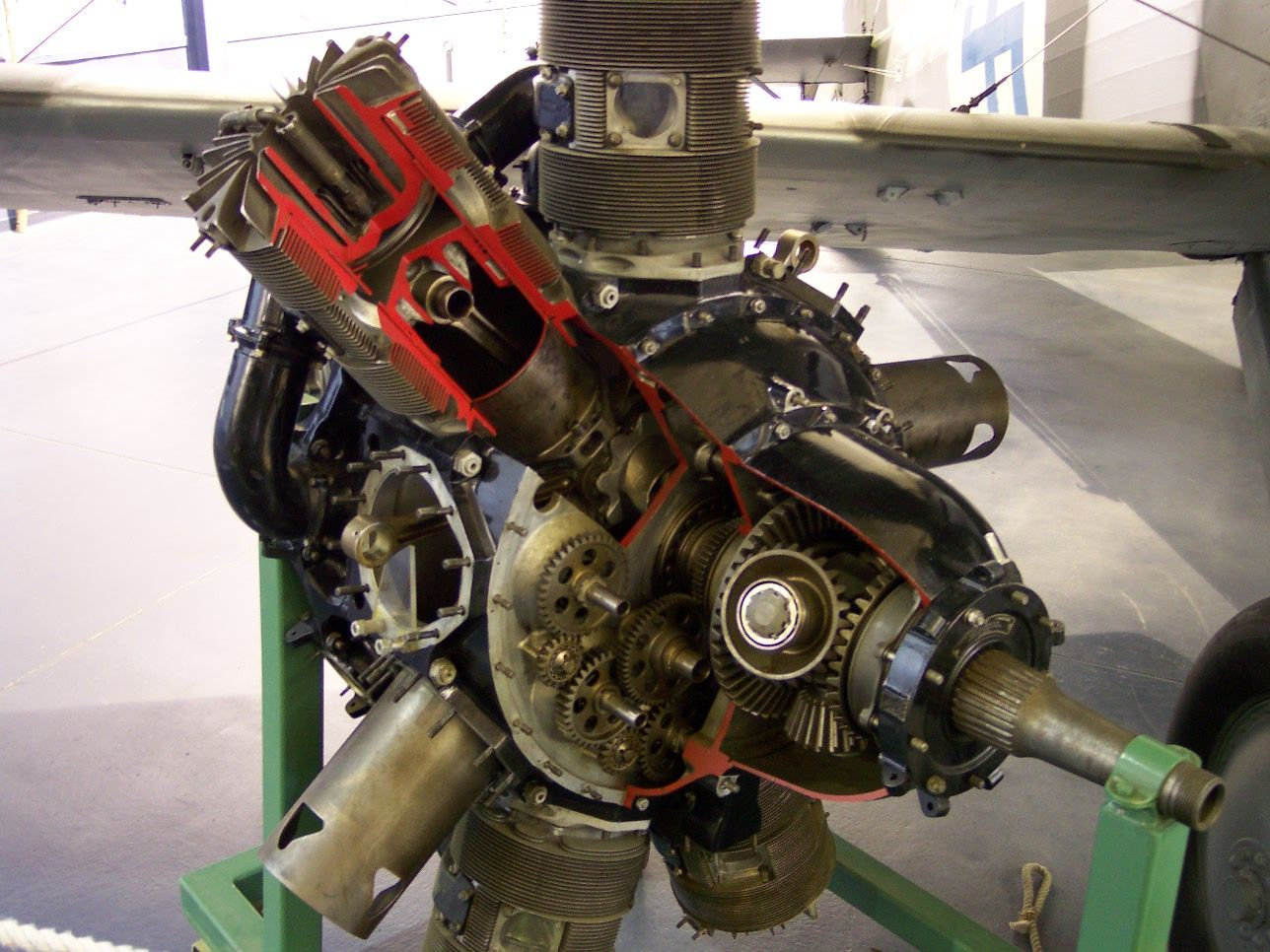
Vista in sezione di un Bristol Perseus dove si può vedere la conformazione delle valvole a fodero usate in questo motore aeronautico

Il Bristol Perseus era un motore radiale 9 cilindri raffreddato ad aria sviluppato dall'azienda britannica Bristol Engine Company nei primi anni trenta.
Pur non avendo avuto un grande successo in campo civile in quanto, all'epoca, si iniziarono a diffondere i più potenti motori a doppia stella, come il Bristol Hercules, il Perseus ricopre una notevole importanza in quanto primo motore di successo tra quelli che adottavano la soluzione tecnica delle valvole a fodero prodotto dall'azienda britannica.

## Storia

### Sviluppo
Tra la fine del 1925 e l'inizio del 1926 il RAE, il centro di ricerca aeronautica inglese, pubblicò una serie di studi sul principio delle valvole a fodero. In breve le valvole a fodero permettevano di sostituire le valvole a fungo con una valvola rotante all'interno del cilindro. Queste valvole funzionavano aprendo e chiudendo delle aperture praticate nel cilindro con un sistema rotante. Il vantaggio principale di questo sistema era costituito in primo luogo dalla semplicità di costruzione e anche dalla minore energia necessaria per far funzionare il sistema. Il campo di applicazione principale di questo sistema era costituito dai motori che necessitavano di girare ad elevati numeri di giri e a elevate potenze, cioè quei motori che richiedevano di utilizzare grandi masse d'aria. Le valvole a fodero inoltre erano più semplici da far muovere delle valvole a fungo in quanto non richiedevano la presenza di alberi a camme e molle di richiamo ma solo di un ingranaggio posto alla base del cilindro. Questo permetteva di risparmiare spazio prezioso sui motori, piuttosto "densi", a due stelle. Queste possibilità, e lo sviluppo futuro che le valvole a fodero promettevano, non sfuggirono a Roy Fedden quando lesse per la prima volta questi studi.
Nel 1927 aveva già realizzato un bicilindrico a V con il quale sperimentare questo principio. L'idea era di svilupparlo poi in un motore a V di 12 cilindri. Questa sperimentazione incontrò però molto problemi, principalmente dovuti al fatto che i foderi si fondevano nelle prove di potenza e strappavano gli ingranaggi guida.
Superare questi problemi comportò una lunghissima serie di test e molte prove di diversi materiali che richiesero alla fine 6 anni e un milione di sterline di investimento.
Ne risultò un motore delle stesse caratteristiche del Jupiter ma che adottava le valvole a fodero. Questo motore venne denominato Perseus.
Venne realizzato anche un motore più piccolo, il Bristol Aquila.
La prima versione di produzione del Perseus erogava 580 hp (433 kW). Il motore però subì continui incrementi di potenza: nel 1936 forniva 810 hp (604 kW) e nel 1939 si arrivò a 930 hp (690 kW).
Il Perseus ebbe un impiego limitato in campo civile. Il più importante fu quello sugli idrovolanti della Short classe Empire.
In campo militare il motore ebbe un notevole successo. Venne adottato sul Westland Lysander, sul Vickers Vildebest, sul Blackburn Skua, Roc e Botha.
Inoltre la meccanica di questo motore servì come base per la produzione dei motori a doppia stella Bristol Hercules e Bristol Centaurus, motori che arrivarono a fornire elevatissimi livelli di potenza.

## Velivoli utilizzatori
Regno Unito
- Blackburn Botha
- Blackburn Roc
- Blackburn Skua
- de Havilland Flamingo
- Short Empire
- Short Scylla
- Vickers Vildebeest Mk.IV
- Westland Lysander Mk.II